# Жантеке
Жантеке (каз. Жантеке) — село в Коргалжынском районе Акмолинской области Казахстана. Административный центр Карашалгинского сельского округа. Код КАТО — 116041100.

## География
Село расположено в северной части района, на расстоянии примерно 23 километров (по прямой) к северо-востоку от административного центра района — села Коргалжын.
Абсолютная высота — 331 метров над уровнем моря.
Климат холодно-умеренный, с хорошей влажностью. Среднегодовая температура воздуха положительная и составляет около 4,5°С. Среднемесячная температура воздуха в июле достигает +21,1°С. Среднемесячная температура января составляет около -14,3°С. Среднегодовое количество осадков составляет около 370 мм. Основная часть осадков выпадает в период с июня по июль.
Ближайшие населённые пункты: село Кумколь — на западе, село Каргалы — на востоке.

### Улицы[3]
- ул. Джамбула Джабаева,
- ул. Жакена Шаяхметова,
- ул. Кенжебекова Кумисбекова,
- ул. Сакена Сейфуллина.

Всего — 4 улиц.

## Население
В 1989 году население села составляло 2292 человек (из них казахи — 60%. Около 30%  немцы. А также русские, украинцы и другие.
В 1999 году население села составляло 1425 человек (733 мужчины и 692 женщины). По данным переписи 2009 года, в селе проживало 813 человек (395 мужчин и 418 женщин).
| Численность населения | Численность населения | Численность населения |
| 1989                  | 1999                  | 2009                  |
| --------------------- | --------------------- | --------------------- |
| 2292                  | ↘1425                 | ↘813                  |

## Уроженцы
- Ахметбеков, Жамбыл Аужанович